# Smart 1
Smart #1 (stilizat ca „smart #1”) este un SUV crossover subcompact electric cu baterie dezvoltat și produs de Smart Automobile, un joint venture între Mercedes-Benz Group și Geely Holding. Este primul vehicul produs de joint venture. Modelul este bazat pe platforma de vehicule electrice Sustainable Experience Architecture (SEA) dezvoltată de Geely.

## Prezentare generală

### Concept
Vehiculul a fost previzualizat în avanpremieră de Concept #1, care a fost prezentat la Salonul Auto de la München în septembrie 2021.

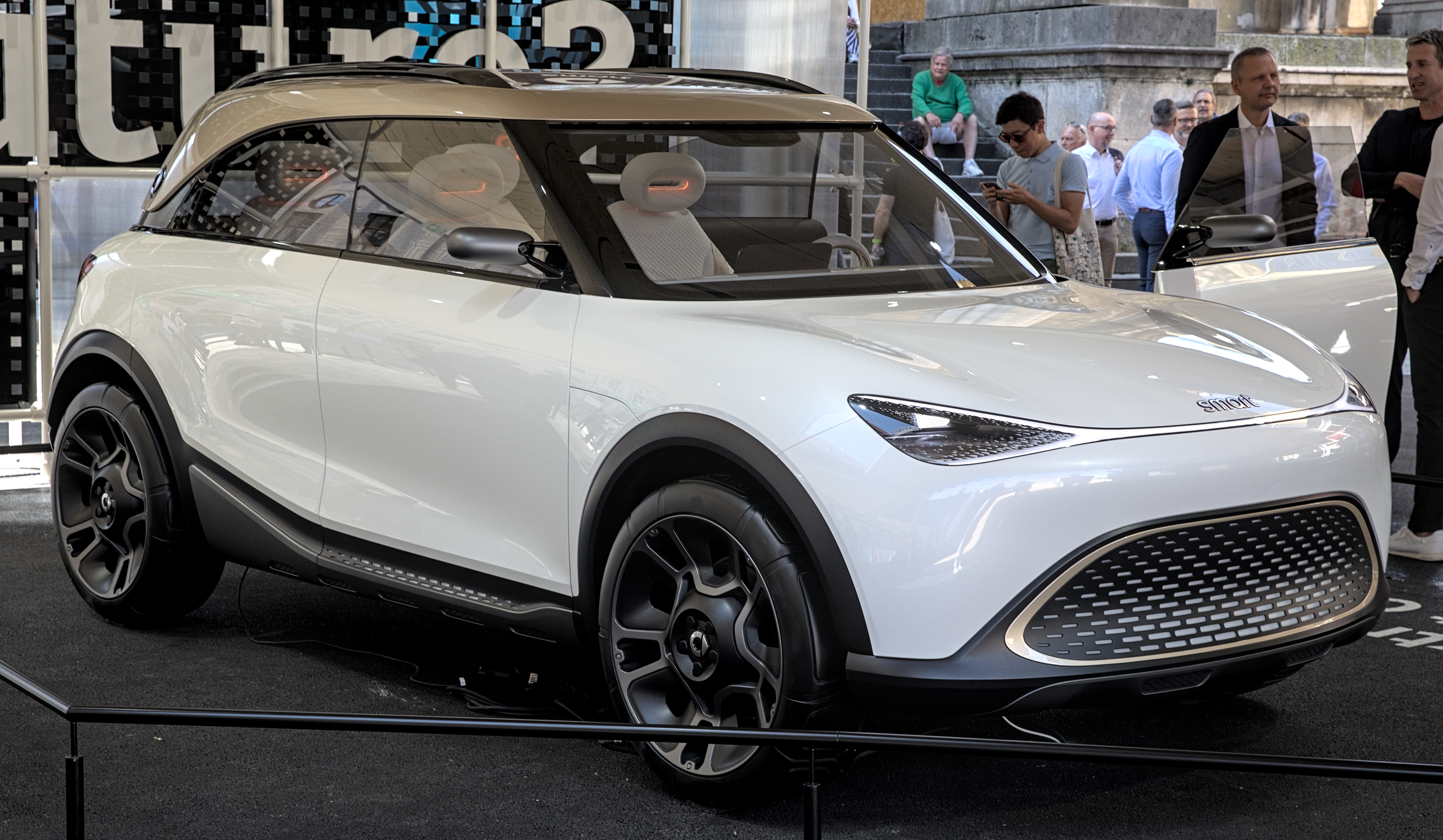
Smart Concept #1
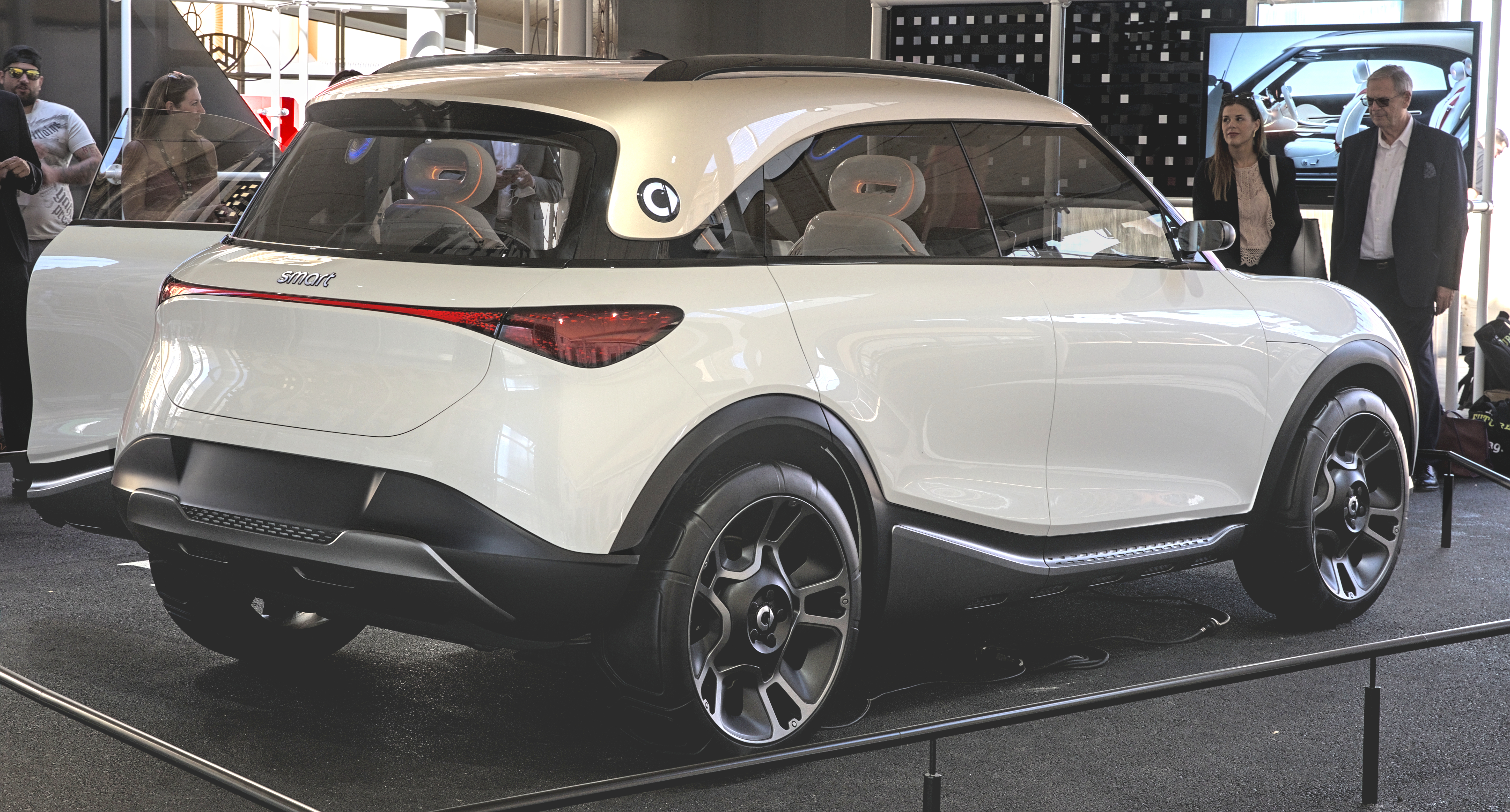
Spate

### Modelul de serie

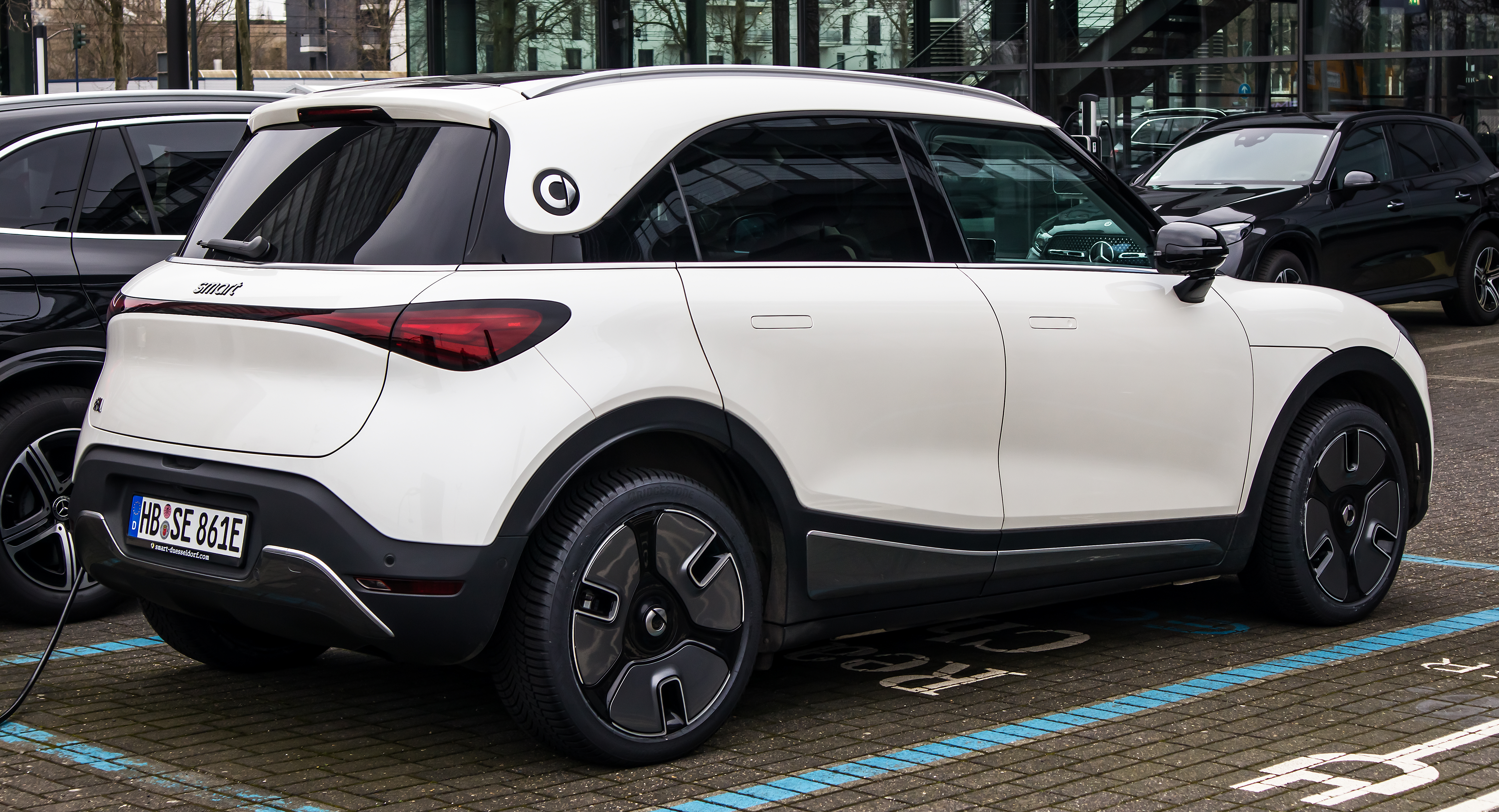
Spate

Versiunea de serie a fost dezvăluită pe 7 aprilie 2022. A fost dezvoltat sub numele de cod HX11.